# Daniel Powter
Daniel Richard Powter (Vernon, 25 de fevereiro de 1971) é um cantor canadense. Powter é conhecido, principalmente, pela canção "Bad Day".

## Discografia

### Álbuns
| Ano  | Detalhes do Álbum                                                                                                 | Melhores posições | Melhores posições | Melhores posições | Melhores posições | Vendas                    |
| Ano  | Detalhes do Álbum                                                                                                 | EUA               | SUI               | JAP               | RU                | Vendas                    |
| ---- | --- | ----------------- | ----------------- | ----------------- | ----------------- | ------------------------- |
| 2000 | I'm Your Betty - Lançamento: 14 de fevereiro de 2000 - Formato(s): CD, download Digital - Gravadora(s): Outside   | —                 | —                 | —                 | —                 | : — : —                   |
| 2005 | Daniel Powter - Lançamento: 08 de agosto de 2005 - Formato(s): CD, download Digital - Gravadora(s): Warner Bros   | 9                 | 14                | 4                 | 5                 | - : 2 500 000 - : 500 000 |
| 2008 | Under the Radar - Lançamento: 13 de agosto de 2005 - Formato(s): CD, download Digital - Gravadora(s): Warner Bros | —                 | 20                | 10                | 43                | : — : —                   |
| 2012 | Turn on the Lights - Lançamento: 13 de julho de 2012 - Formato(s): CD, download Digital - Gravadora(s): Avex, EMI | —                 | —                 | 177               | 109               | : — : —                   |

### Singles
- 2005: "Bad Day" (Foi tema da série Malhação, em 2005).
- 2005: "Free Loop" (foi tema da novela Páginas da Vida, em 2006)
- 2005: "Jimmy Gets High" (lançado somente no Canadá)
- 2006: "Lie to Me"
- 2006: "Love You Lately"
- 2008: "Next Plane Home"
- 2009: "Best of Me"
- 2009: "Whole World Around"
- 2010: "Lose to Win"
- 2010: "Happy Xmas (War Is Over)"
- 2012: "Cupid"